# Alison Hayes
Alison Hayes este o companie producătoare de textile din Marea Britanie.

## Alison Hayes în România
Grupul britanic, care deține două centre de producție în România, la Urziceni și Buzău, a intrat pe piața românească în 1994 și avea un număr de 1.200 de angajați în anul 2008.
Cifra de afaceri:
- 2013: 200 milioane lei [2]
- 2008: 32,1 milioane euro[3]